# بیگ باردا
بیگ باردا (به انگلیسی: Big Barda) با نام اصلی باردا فری، یک شخصیت خیالی ابرقهرمان در کتاب‌های کامیک آمریکایی منتشر شده توسط دی‌سی کامیکس است. این شخصیت توسط نویسنده جک کربی خلق شده‌است؛ که برای اولین بار در شمارهٔ ۴ از مستر میراکل (اکتبر ۱۹۷۱) حضور پیدا کرد. او که برای نبرد در سیارهٔ جهنمی آپوکالیپس پرورش یافته بود، تبدیل به یکی از بزرگترین جنگجویان جهان و رهبر گروه محافظان شخصی شخصیت دارک‌ساید، به نام زنان فیوری شد. باردا در نهایت عشق واقعی‌اش را پیدا کرد و همراه با همسر آینده خود مستر میراکل از سیارهٔ آپوکالیپس پا به فرار گذاشت. او از آن زمان به بعد سیاره زمین را به عنوان وطن اصلی خود برگزید و تبدیل به یکی از اعضای لیگ عدالت شد.
در کلیشه‌های مرتبط با شخصیت‌های زن در زمان خلقت او، باردا از لحاظ فیزیکی قوی‌تر از شوهرش مستر میراکل است و به شدت از او محافظت می‌کند. جک کربی ظاهر فیزیکی باردا را بر اساس بازیگر و خوانندهٔ آمریکایی، لینی کازان الگوبرداری کرده است.

## توانایی‌ها و قدرت‌ها
به عنوان یکی از اعضای نژاد نیو گادز، بیگ باردا دارای بسیاری از قدرت‌ها و توانایی‌های قابل توجه‌ای است. او یکی از نیرومندترین زنان در دنیای دی‌سی به‌شمار می‌رود و به راحتی و در شرایط عادی قادر به جابه‌جایی بیش ۱۰۰ تن است، و در زمینهٔ قدرت در کنار شخصیت‌هایی از قبیل واندر وومن و سوپرمن قرار می‌گیرد. او همچنین استاد بسیاری از سبک‌های هنرهای رزمی است و سطح مهارت او در مبارزات به اندازه‌ای برابر با واندر وومن است. بیگ باردا دارای پایداری زیاد و بدنی تقریباً آسیب‌ناپذیر در برابر دما و فشار بالا، و همچنین ضدگلوله است.
به عنوان یکی از اعضای گونه‌ای نامیرا که با نام ایزدان جدید شناخته می‌شوند، باردا نیز نامیرا است و از لحاظ فیزیکی سن او در دوران جوانی متوقف شده است. باردا قادر به احضار وسیله‌ای به نام دیسک-آئرو است که به او اجازهٔ پرواز می‌دهد، و در نبردها زره آبی رنگ آپوکالیپتین به تن می‌کند که باعث افزایش پایداری او حتی به سطحی بیشتر می‌شود. سلاح اصلی او مگا-راد نام دارد، دستگاهی با فناوری سطح بالا که قادر به شلیک انفجارهای بسیار قدرتمندی می‌باشد. مگا-راد همچنین به او اجازهٔ دورنوردی به مکان‌های دلخواه را می‌دهد. به سبب بیولوژی نیو گادز، باردا در برابر سموم و بیماری‌های سیارات دیگر مصونیت دارد، و زمانی که سینسترو سعی در آلوده کردن هایفادر داشت، دِسپوتِلیس (ویروسی دارای ادراک و احساس در شرکت سینسترو) برای او دربارهٔ ایمنی آن‌ها توضیح داد.